# Wono Plintahan
Wono Plintahan is een bestuurslaag in het regentschap Sidoarjo van de provincie Oost-Java, Indonesië. Wono Plintahan telt 5020 inwoners (volkstelling 2010).